# Palau episcopal de Mallorca
El Palau episcopal de Mallorca és una casa senyorial de tipologia urbana situada al carrer del Palau de la ciutat de Mallorca.
És un edifici de gran superfície i el seu nucli més antic, a vora de mar, és una obra medieval començada el segle xiii i desenvolupada en successives ampliacions. L'origen del casal és l'establiment definitiu de la seu episcopal, lligat a la figura del primer bisbe de Mallorca, Ramon de Torrella. La construcció és de planta rectangular, amb el vestíbul i el pati com a referència a l'hora de distribuir les peces secundàries. L'any 1391 els mestres Guillem Sesoliveres, Pere Morey i Jaume Francesc feren una extensa inspecció de les estructures del palau, que necessitaven ser reparades. Destaca la portalada gòtica de l'antic oratori de Sant Pau. El pòrtic d'entrada al pati va ser construït entorn de 1473 pels mestres Cristòfol i Joan Vilasclar, seguint les ordes del bisbe Francesc Ferrer. La construcció primitiva va ser ampliada notablement els segles xvii i xviii. És sorprenent la façana principal, d'estil manierista de factura classicista, patrocinada pel bisbe mallorquí Simó Bauçà l'any 1616, i el magnífic rellotge de sol que presideix el pati amb les armes del bisbe català Benet Panyelles i Escardó (1730-1743). S'hi accedeix per l'ala oest, que comunica amb el pati per un pòrtic d'arcs rebaixats. L'ala est té, en el primer pis, una galeria porticada, fruit de la reforma duita a terme pel bisbe Panyella. La part nord del casal és ocupada per un jardí, al qual s'accedeix pel carrer de Sant Pere Nolasc, mitjançant un portal de tall regionalista, construït el 1931. El conjunt de l'edifici presenta una notable manca d'unitat, resultat del conjunt d'intervencions que s'hi han produït des del segle xiii.

## El Museu Diocesà

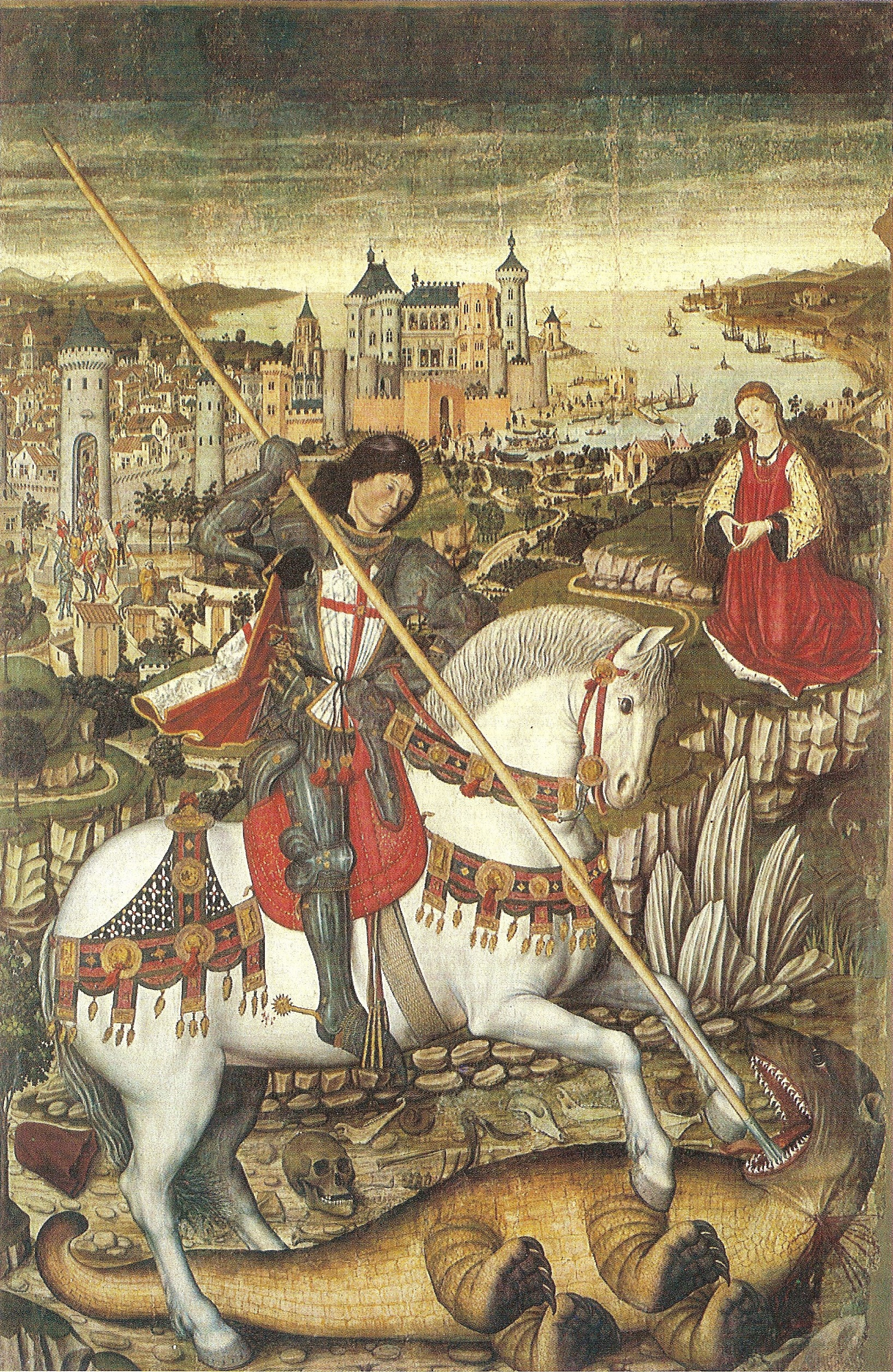
Sant Jordi de Pere Niçard

El palau alberga, d'ençà de 1915, el Museu Diocesà, situat a la part sud, de cara a la mar, recentment remodelat, amb un patrimoni notable i dividit en set seccions: escultura religiosa, arqueologia, ceràmica moderna, llegat Séguier, art religiós i numismàtica i col·lecció bibliogràfica. El Museu Diocesà conserva el retaule de sant Jordi, pintat el segle xv per Pere Niçard, que té com a fons l'antiga ciutat de Mallorca. També es mostren mobles dissenyats per Gaudí per a la Catedral.